# مارتن كونيتشني
مارتن كونيتشني هو لاعب كرة قدم سلوفاكي، ولد في 25 ديسمبر 1972 في دونيسكا ستريدا في سلوفاكيا. شارك مع منتخب سلوفاكيا لكرة القدم. أما مع النوادي، فقد لعب مع نادي ترنتشين ونادي جيلينا ونادي داك 1904 دونيسكا ستريدا ونادي سبارتاك ترنافا.

## وصلات خارجية
- مارتن كونيتشني على موقع قاعدة بيانات كرة القدم.إي يو (الإنجليزية)
- مارتن كونيتشني على موقع ناشيونال فوتبول تيمز (الإنجليزية)
- مارتن كونيتشني على موقع عالم كرة القدم.نت (الإنجليزية)